# Drienčany
Drienčany jsou obec na Slovensku v okrese Rimavská Sobota. Leží v jihovýchodní části Slovenského rudohoří. Žije zde 193 obyvatel.

## Kultura a zajímavosti

### Památky
- Evangelický kostel, jednolodní renesančně-barokní stavba postavená na základech staršího kostela z 13. století. Upraven byl kolem roku 1513 a v roce 1793. Ke kostelu patří obranná zeď z 17. století s renesanční zvonicí na půdorysu čtverce z 50. let 17. století.[3] V areálu kostela se nacházejí i historické náhrobky místních farářů, Jonatána Čipky a Pavla Dobšinského.

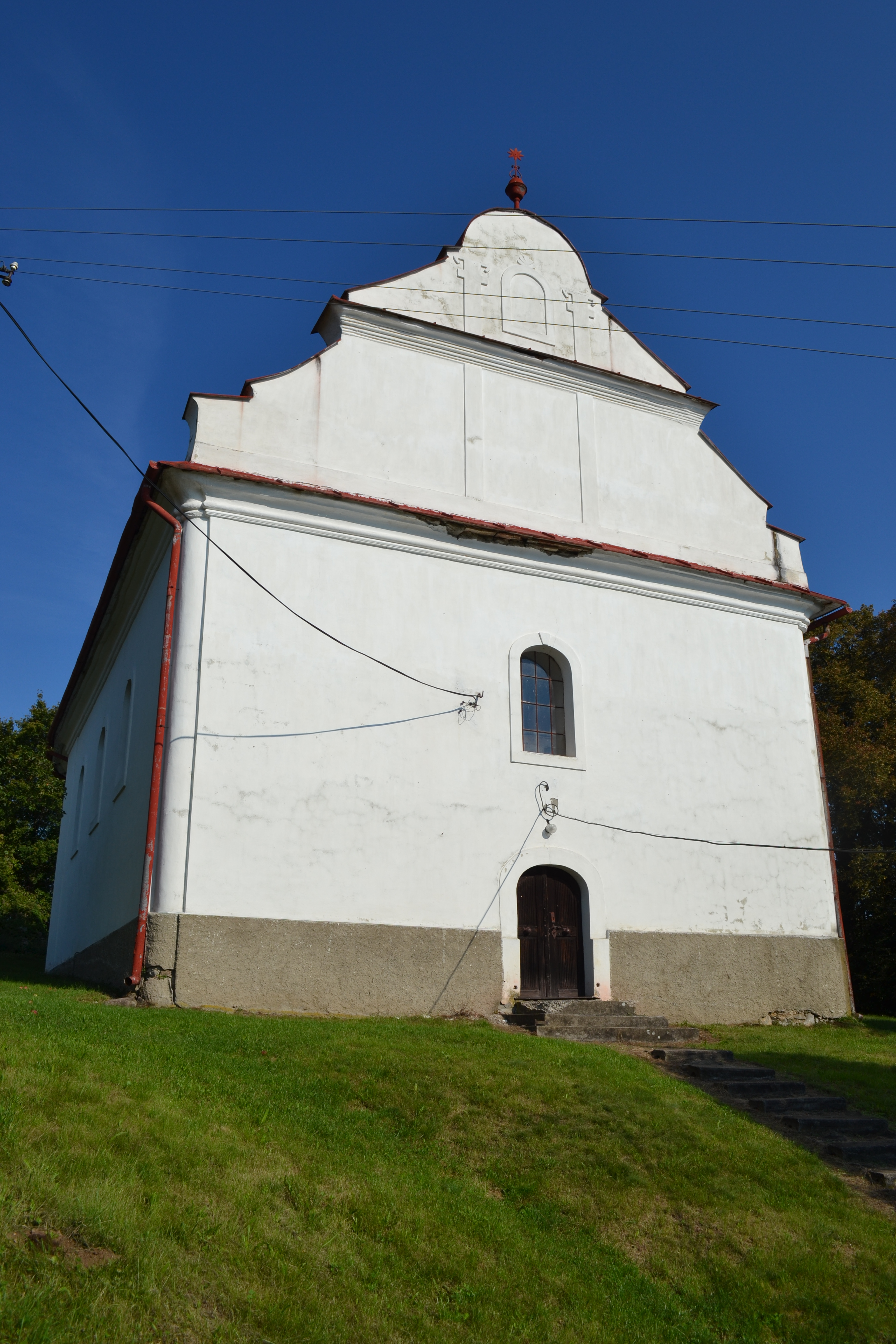
Evangelický kostel
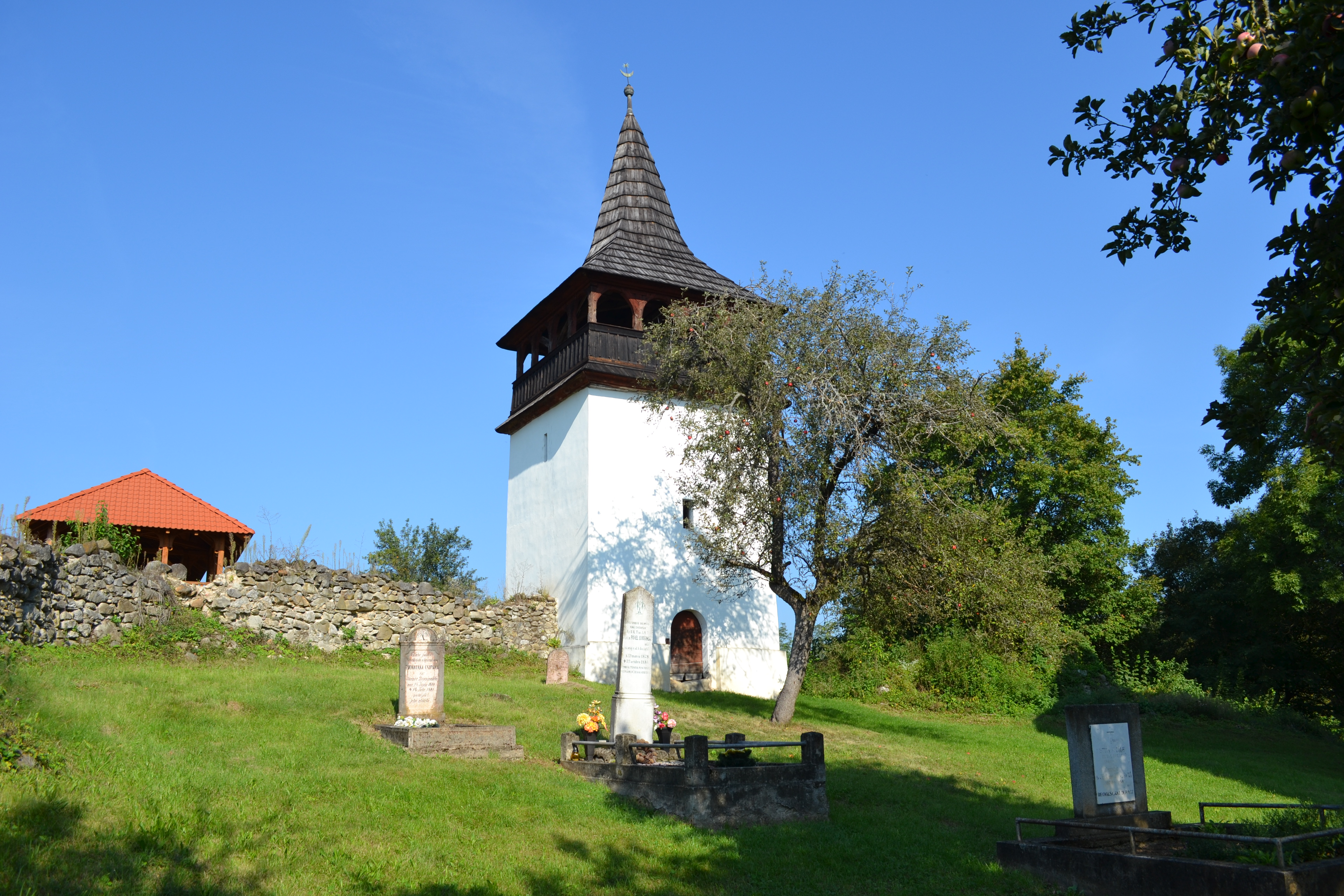
Zvonice u kostela
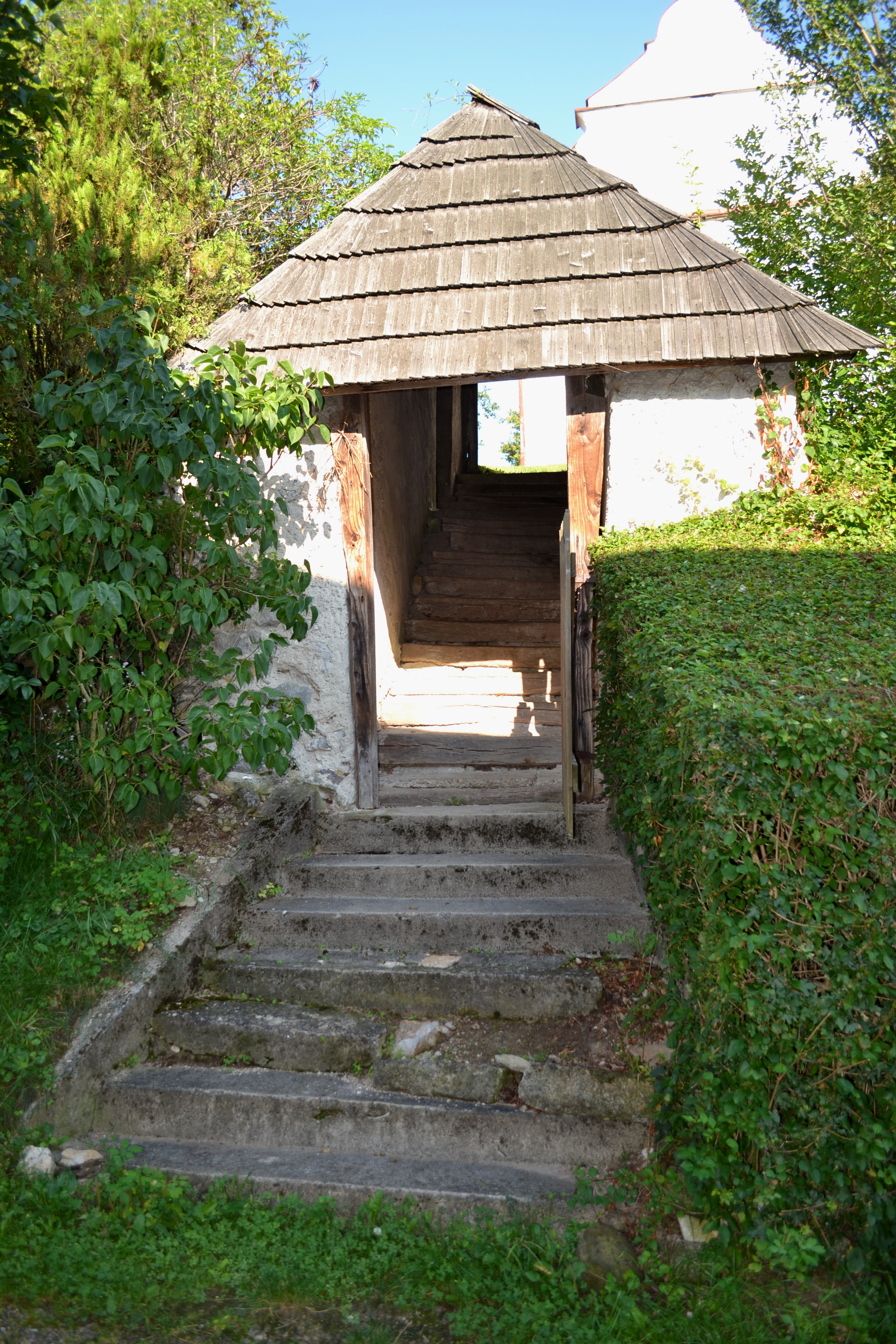
Kryté schodiště u vstupu do kostela
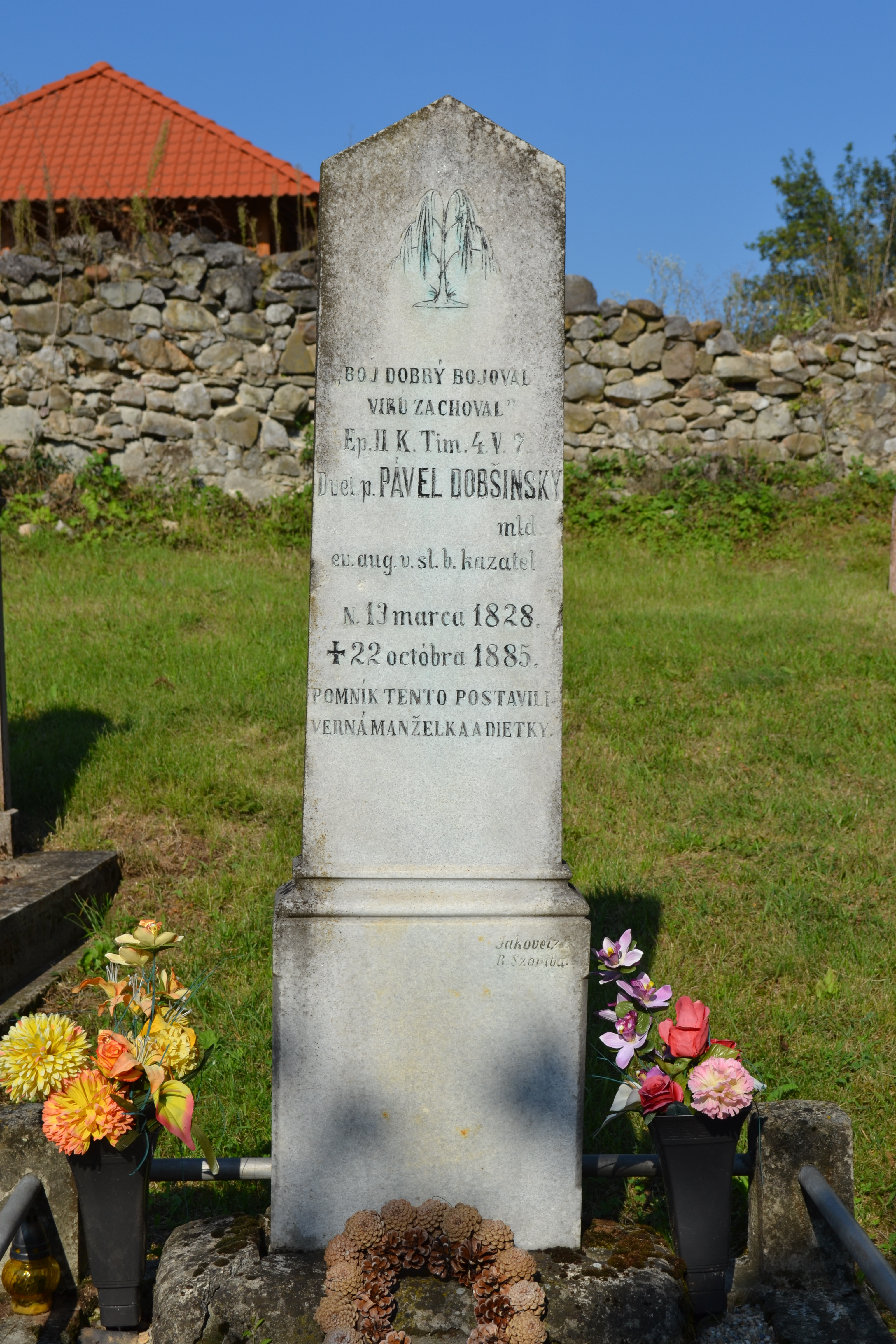
Náhrobek Pavla Dobšinského
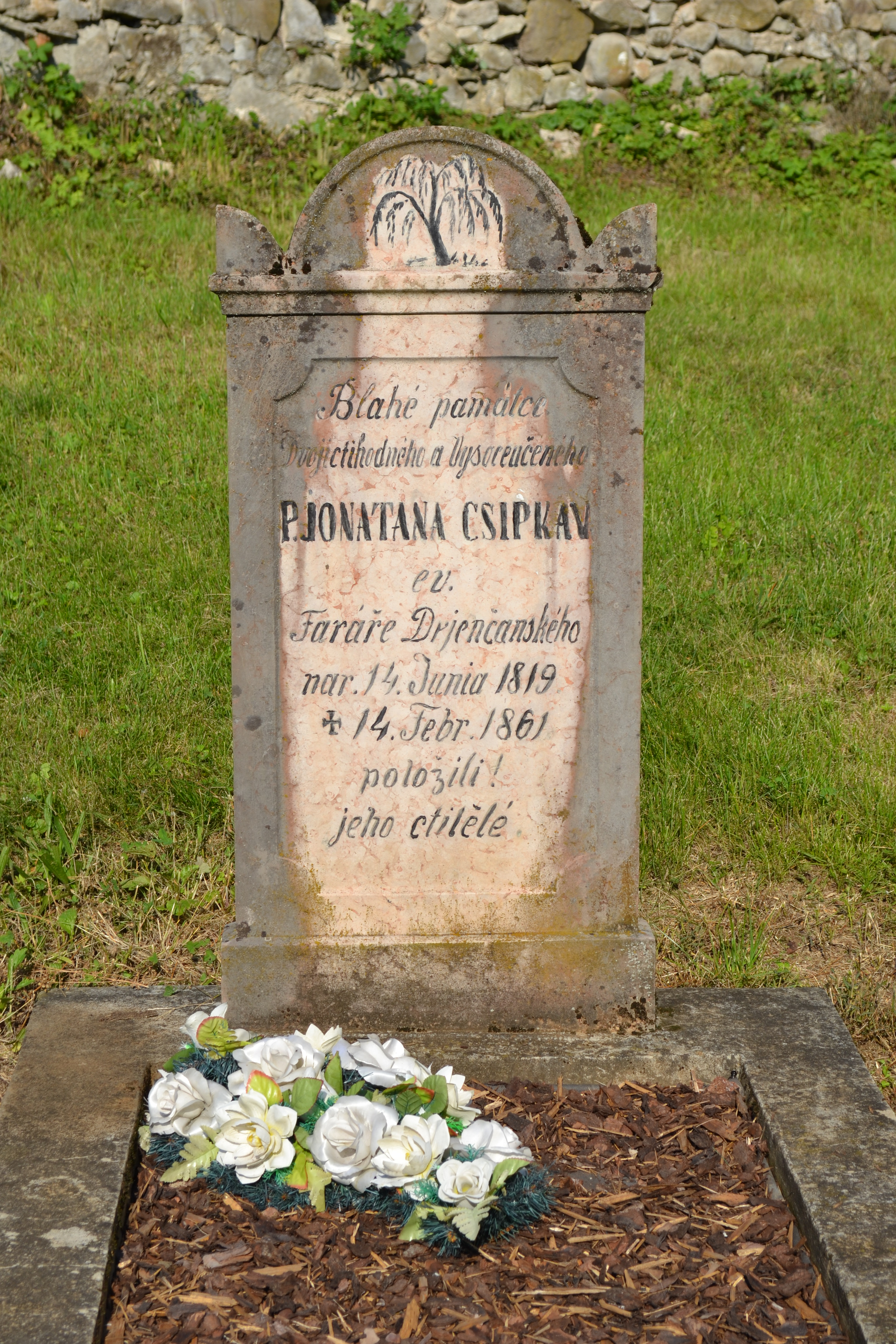
Náhrobek Jonatána Čipky

- Dřevěná zvonice v části Papča, renesanční stavba na půdorysu čtverce z 90. let 16. století. Zvonice prošla úpravou v roce 1932.

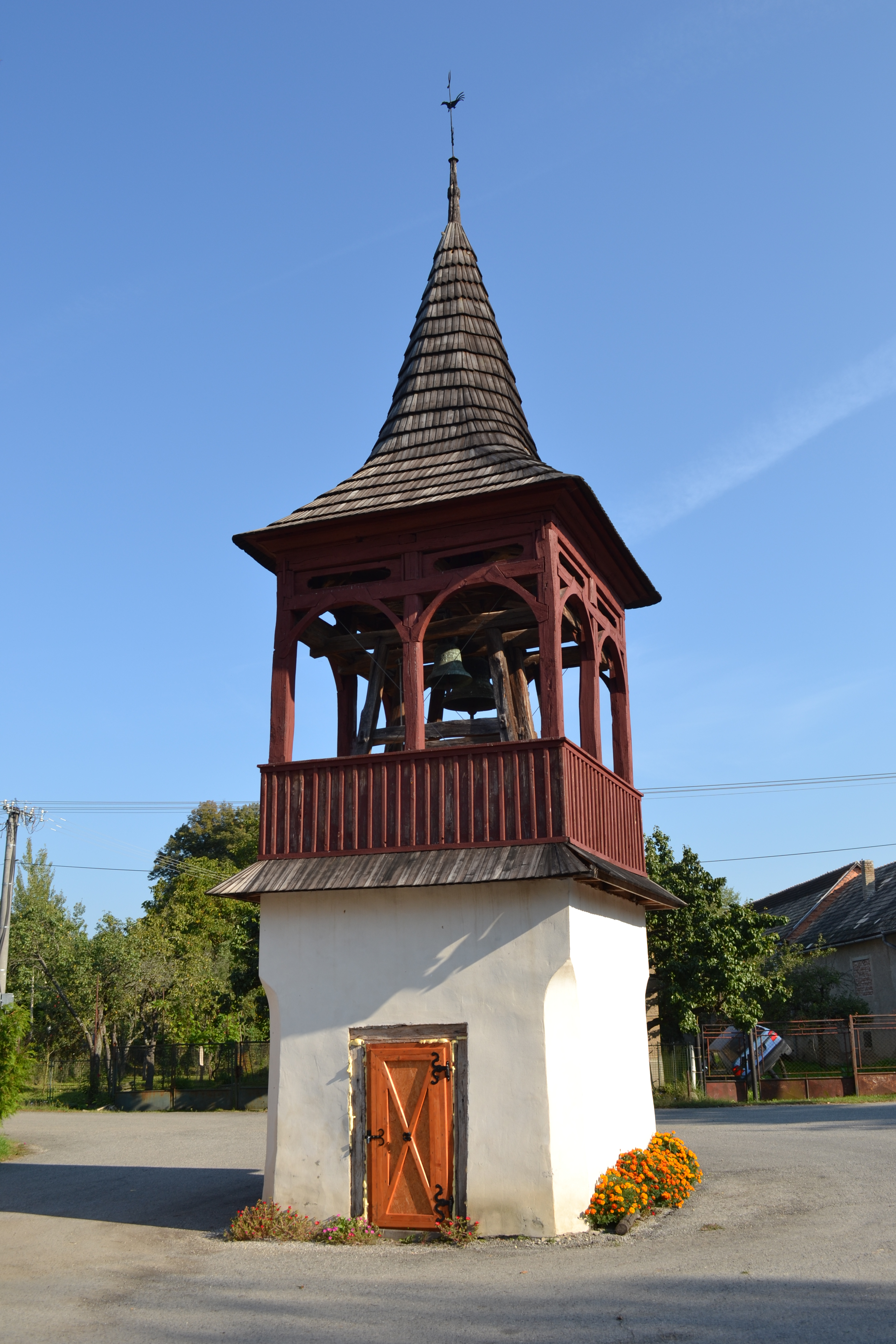
Zvonice v obci
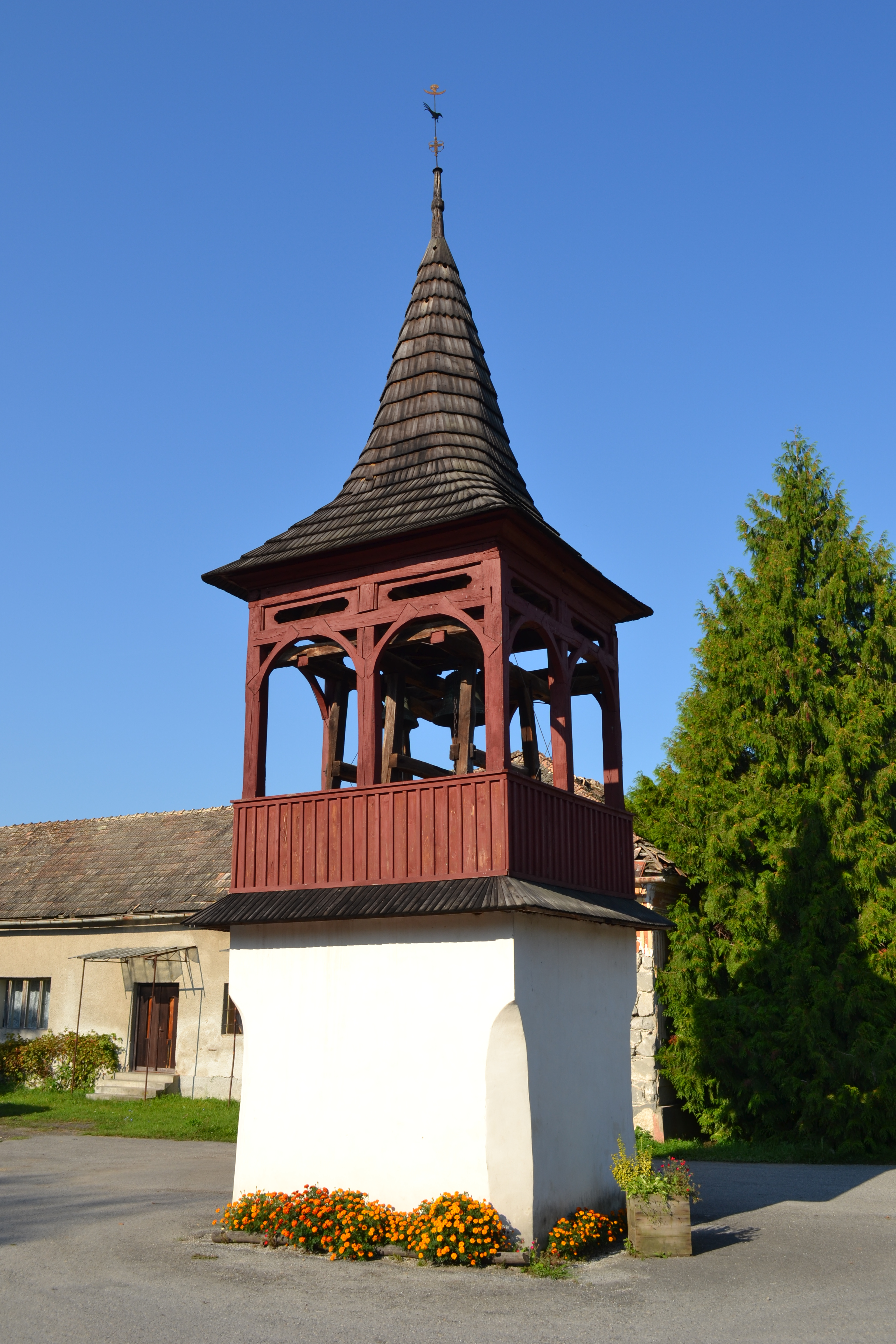
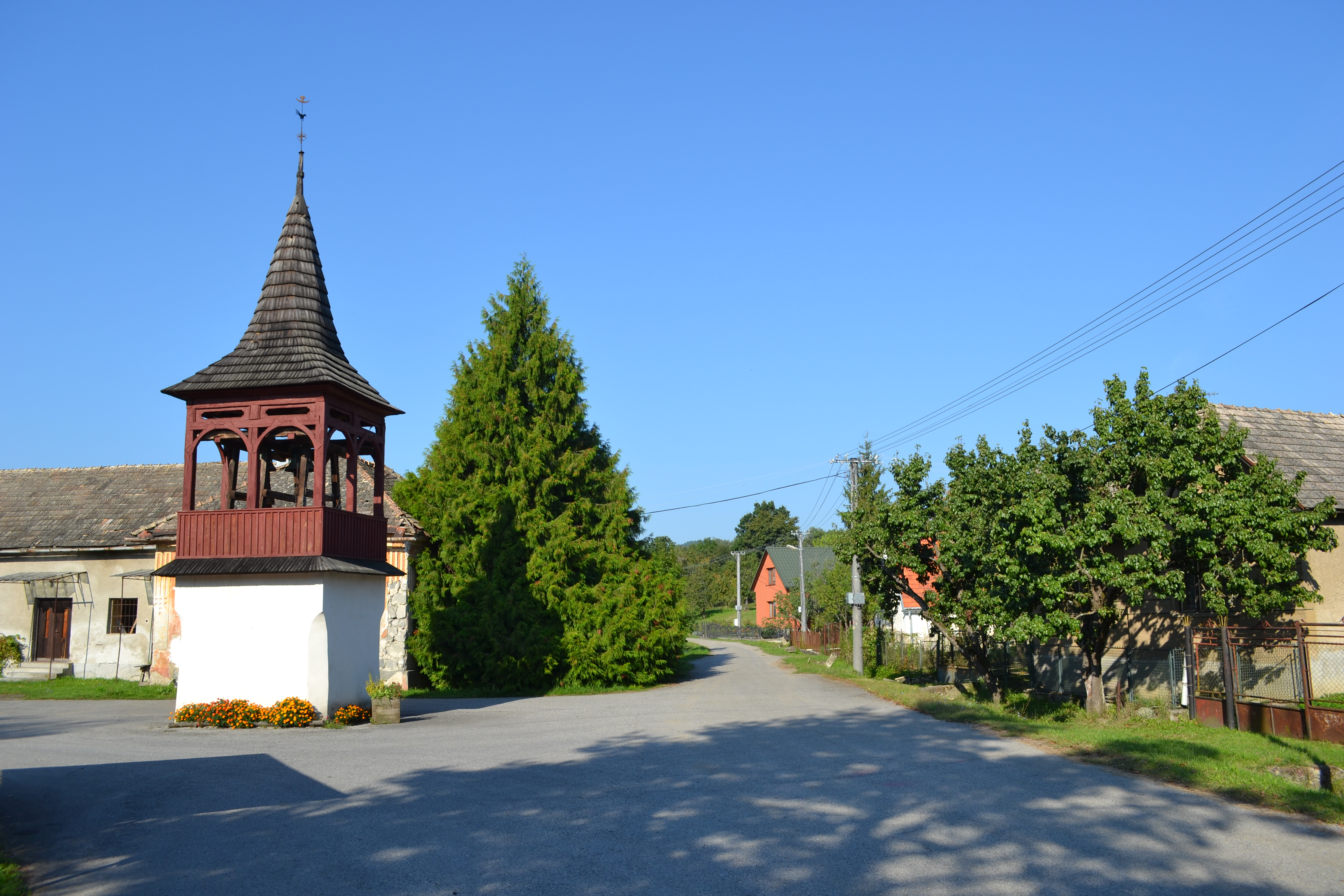

- Evangelická fara, klasicistní stavba na půdorysu písmene L. Působiště evangelických farářů a vlastenců, Pavla Dobšinského a Jónatana Čipky.[4]

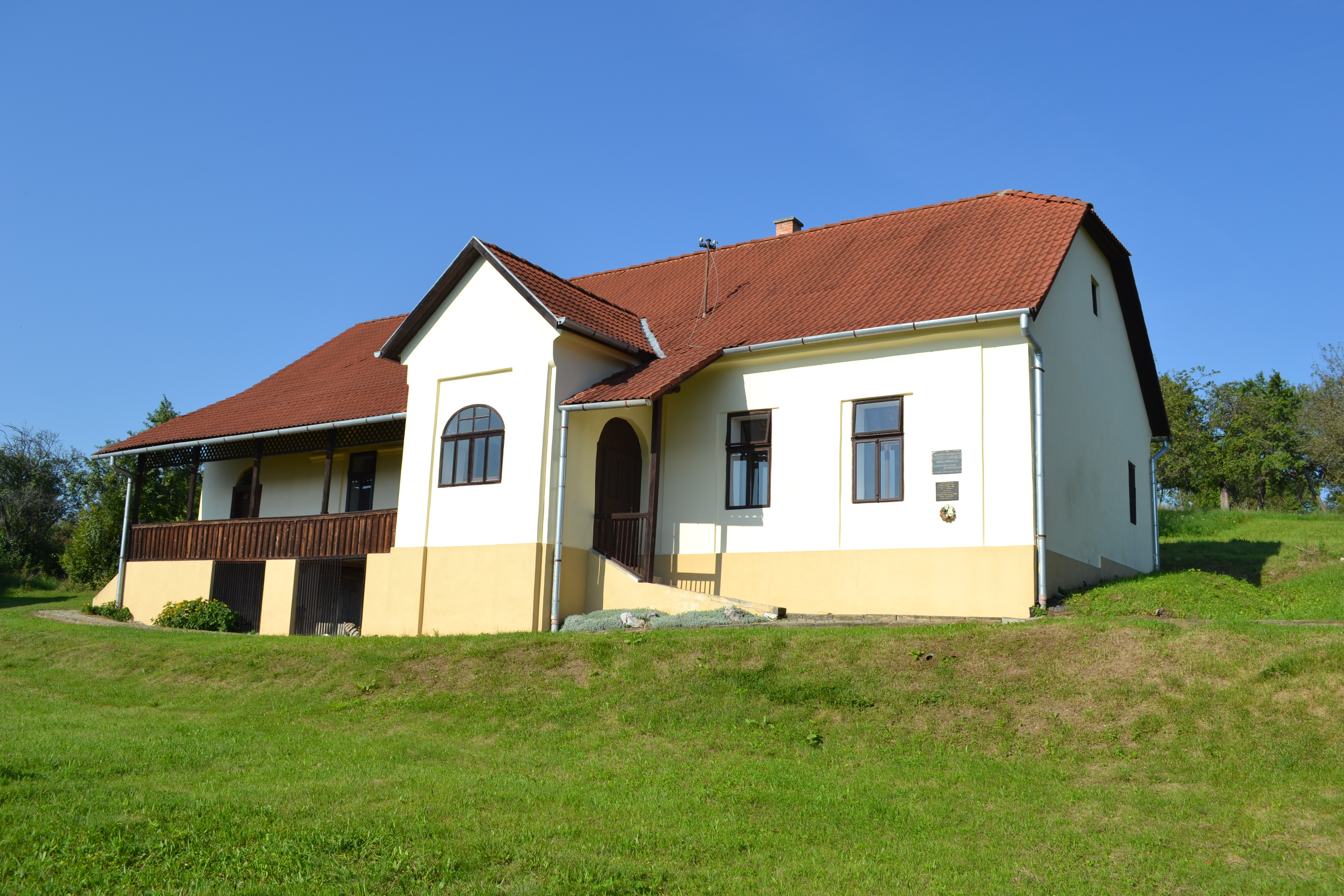
Evangelická fara
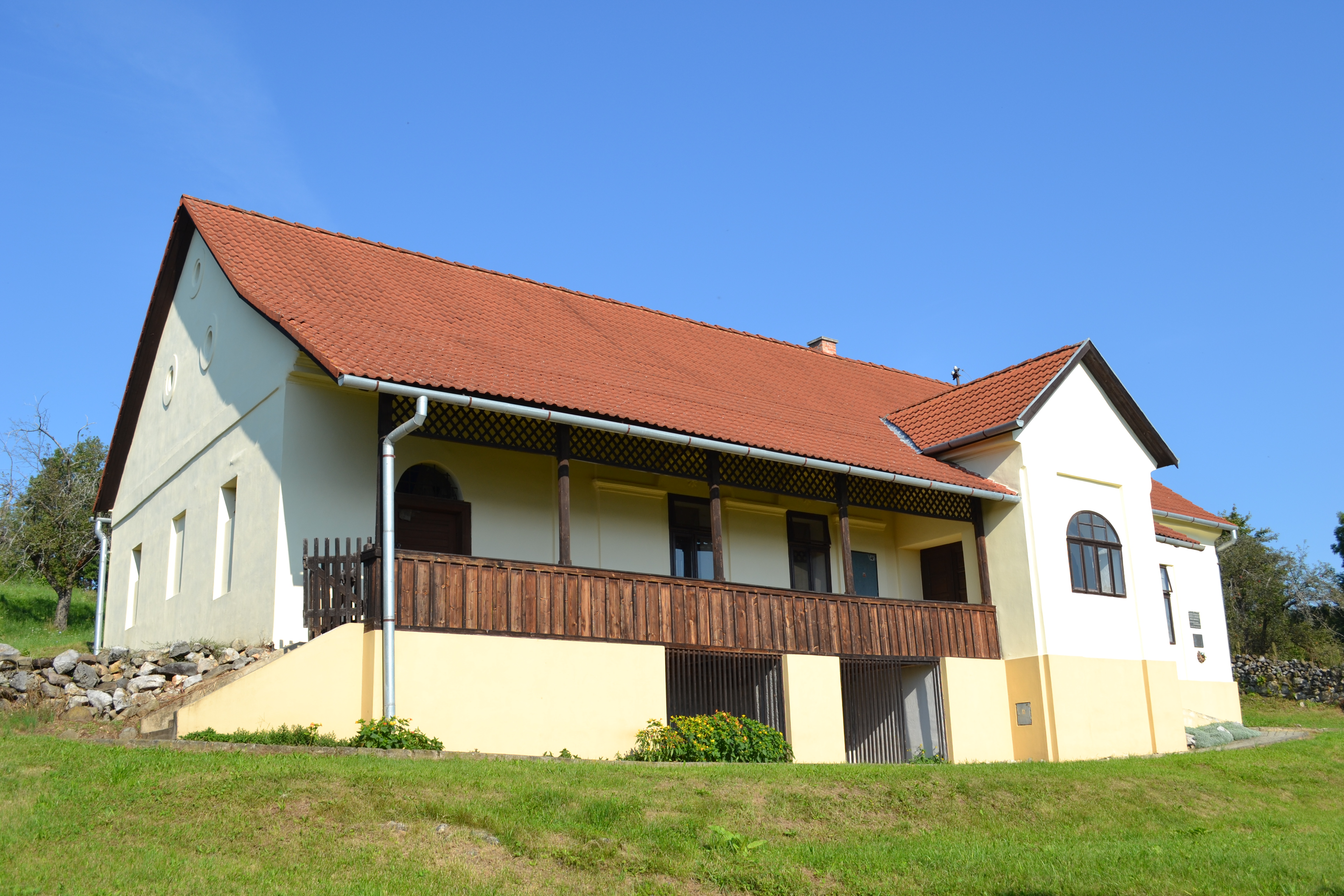
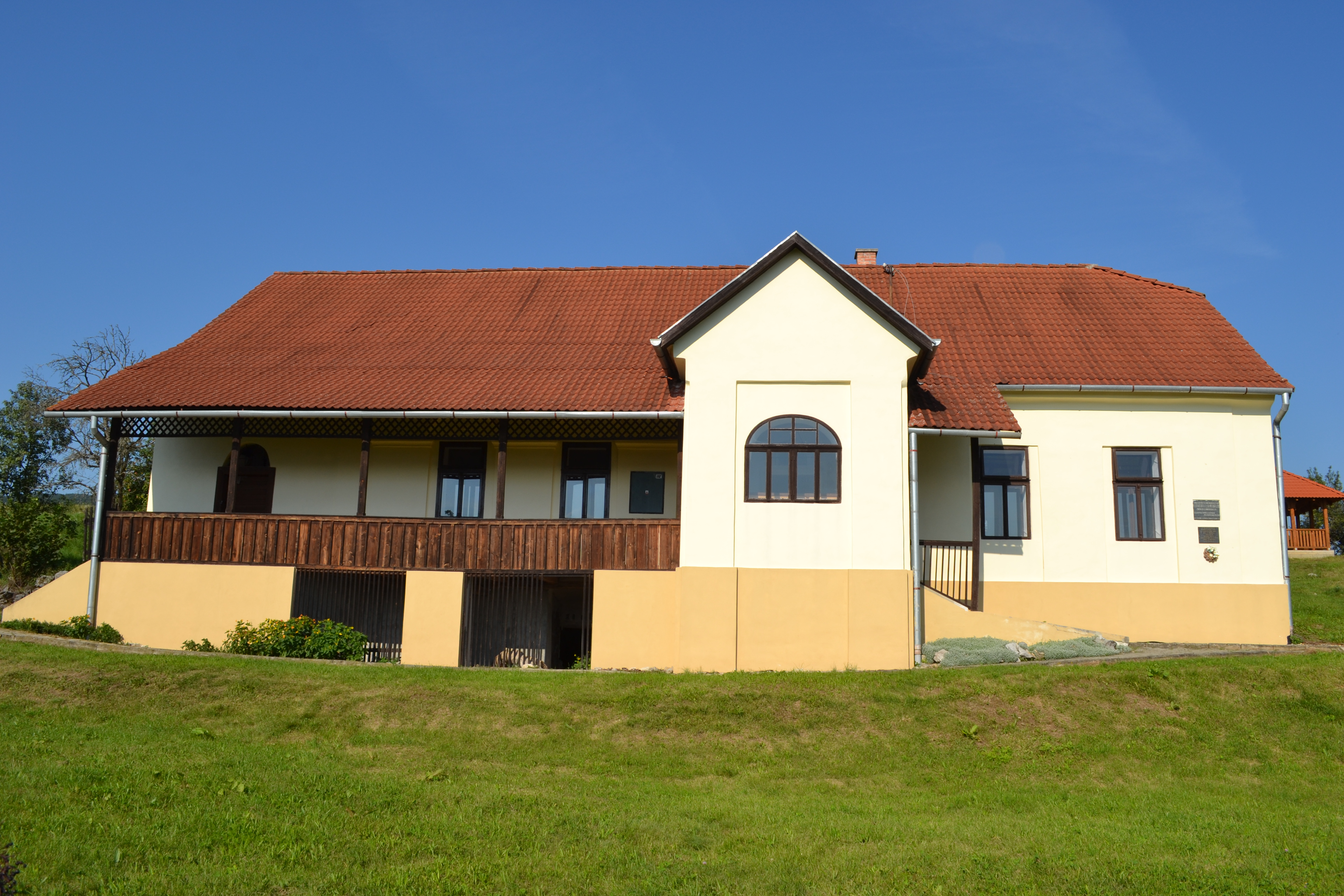
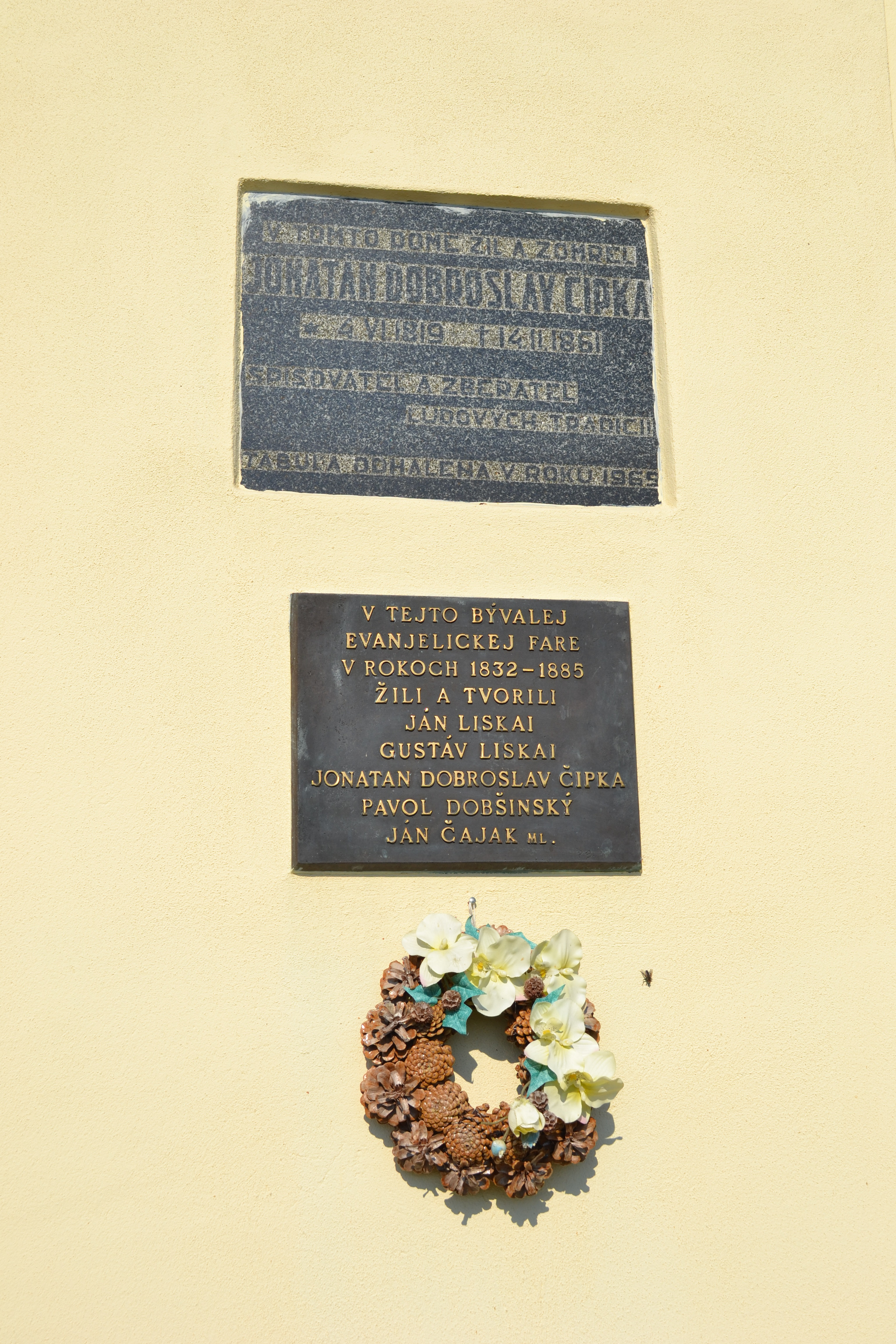
Pamětní tabule na faře
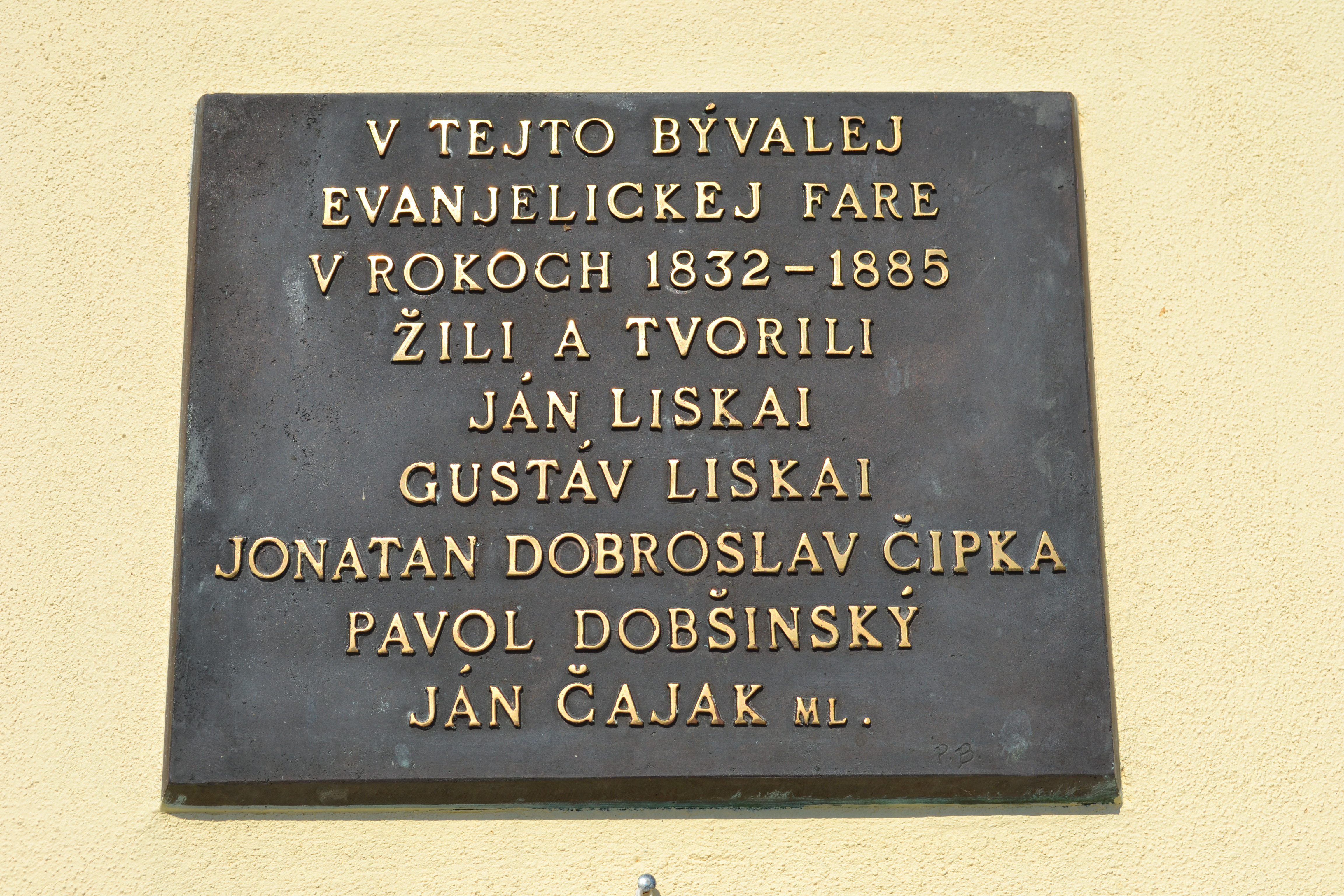

## Osobnosti obce

### Rodáci
- Gustáv Lyskai (1843–1885), geolog, profesor Hornické akademie v Banské Štiavnici

### Působili zde
- Michal Steigel (1769–1829), básník, pedagog, člen Učené společnosti malohontské
- Jonatán Dobroslav Čipka (1819–1861), evangelický farář, básník, prozaik
- Pavol Dobšinský (1828–1885), spisovatel, folklorista a místní evangelický farář od roku 1861 až do smrti.
- Ľudovít Kubáni (1830–1869), básník, prozaik, literární kritik a dramatik
- Ján Čajak (1897–1982), prozaik, novinář a redaktor